# Morphna badia
Morphna badia är en kackerlacksart som först beskrevs av Brunner von Wattenwyl 1865.  Morphna badia ingår i släktet Morphna och familjen jättekackerlackor. Inga underarter finns listade i Catalogue of Life.